# Weltner Jakab
Weltner Jakab (Budapest, 1873. december 6. – Budapest, 1936. április 18.) szociáldemokrata politikus, újságíró, politikai író, országgyűlési képviselő.

## Élete
Édesapja, Weltner Samu izraelita vallású vasúti hivatalnok korai halála miatt árvaházban nevelkedett. Édesanyja Reinitz Emma. A polgári iskola két osztályának elvégzése után asztalos szakmát tanult. 1894-ben belépett az asztalosok szakegyletébe, majd aktív részt vállalt a famunkások szervezésében, és bekapcsolódott a Magyarországi Szociáldemokrata Párt (MSZDP) titkárságának munkájába is. 1896–1898 között Ausztriában, illetve Németországban dolgozott, ahol kapcsolatba került az ottani szociáldemokrata szervezetekkel. Állandóan képezte magát. Szocialista a bécsi Ringen lett, ahol szemtanúja volt a bécsi munkásság kibontakozó politikai küzdelmeinek.
1896-tól tagja az MSZDP ellenőrző bizottságának. 1898 tavaszán Münchenből hazahívták és Garami Ernővel együtt a párt vezetőségébe kooptálták. A párt szervezési munkájával bízták meg mint titkárt. Ezt a tisztséget 1905-ig töltötte be, de továbbra is a vezetőség tagja maradt, s meghatározó szerepet játszott a szociáldemokrácia gyakorlati politikájának alakításában. Elsősorban a szervezkedés, az agitáció, az újságírás és a lapszerkesztés terén hasznosította a hazai és a nemzetközi munkásmozgalomban szerzett tapasztalatait.
Népgyűlések, értekezletek állandó szereplője volt. Tárgyszerű mondanivalója, gondolatgazdagsága, szellemes előadása élményszerűvé avatták szónoklatait. Brosúrákat, tanulmányokat írt, majd a Népszava állandó cikkírója lett. Évekig a Famunkások Szaklapja szerkesztője, majd 1918 novemberétől a Népszava felelős szerkesztője lett. Tanulmányokat, elemzéseket készített a szociálpolitikáról. Alapelve volt, hogy a munkásoknak a munkások nyelvén kell írni. Védelmezte és terjesztette Ady Endre költészetét, a modern magyar művészetet.
Politikai-agitációs tevékenységéért kétszer került a váci fogházba, ahol rengeteget olvasott, s így könnyen kielégíthette széles körű érdeklődését. A börtönt sok elvtársához hasonlóan „egyetemnek” tekintette. Különös jelentőséget tulajdonított a demokratikus szabadságjogokért folytatott küzdelemnek és a különböző szociálpolitikai kérdéseknek.

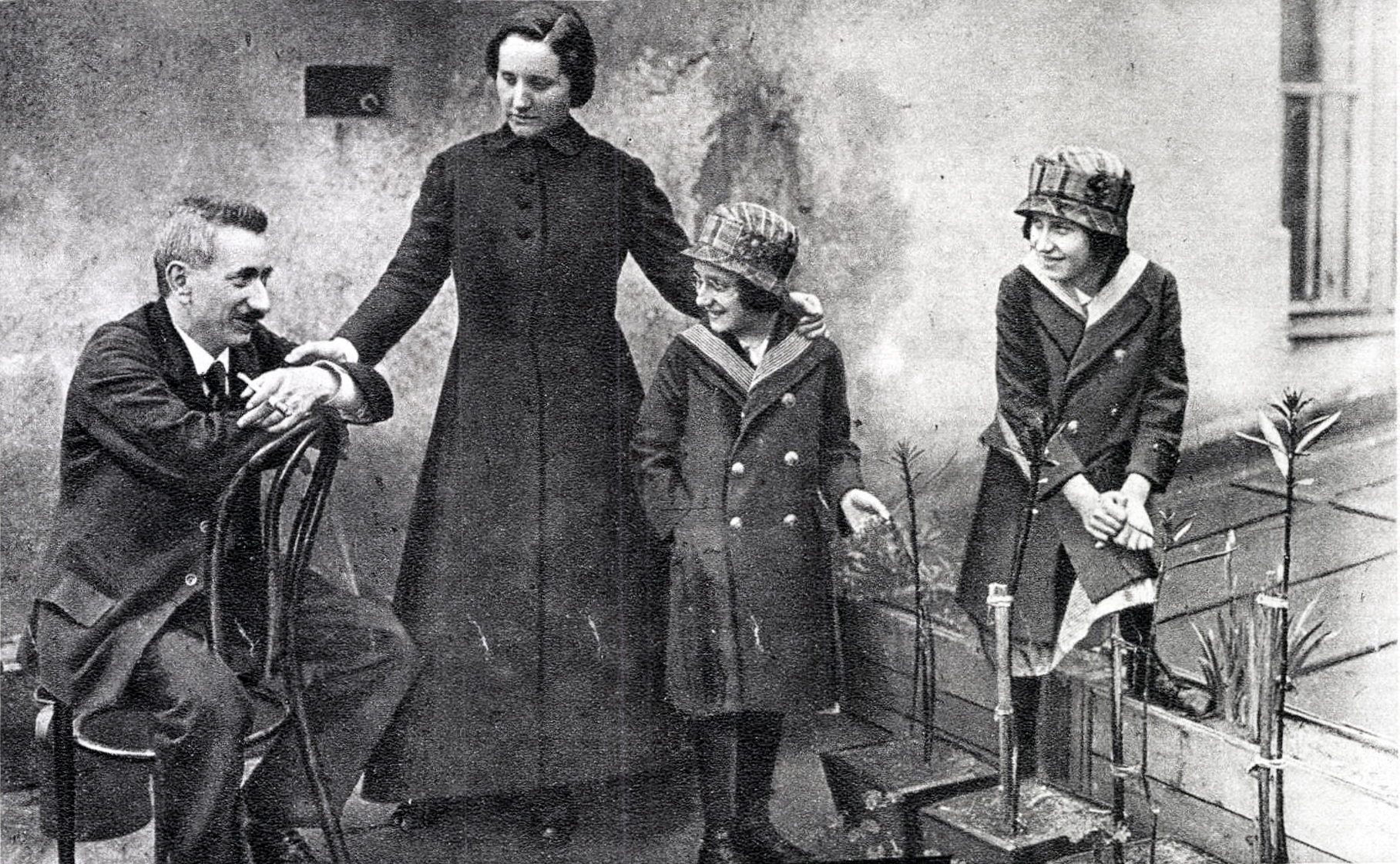
Második feleségével, Fazekas Máriával és lányaikkal 1917-ben

1904. július 7-én Budapesten elvette Haber Katalint, Haber Móric és Goldstein Betti lányát. Néhány év múltán elváltak. 1907. március 16-án feleségül vette Fazekas Máriát, Fazekas Julianna lányát.
Az első világháború idején fokozatosan a pacifista álláspontot tette magáévá. Részt vállalt az MSZDP békeakcióinak kezdeményezésében, 1917. május 29–30-án a magyar delegáció tagjaként, egyebek mellett Garami Ernő, Buchinger Manó és Kunfi Zsigmond társaságában részt vett a stockholmi nemzetközi szocialista békekonferencián. Az 1918-as polgári demokratikus forradalom idején a Magyar Nemzeti Tanács tagja. A forradalom, a tömeghangulat, a külföldi események hatására átmenetileg eljutott a kommunistákkal való együttműködés helyesléséhez. 1919. március 21-én a két munkáspárt egyesítését deklaráló, a Magyarországi Tanácsköztársaság kikiáltását előkészítő Egységokmány egyik aláírója. A proletárdiktatúra alatt állami funkciót, népbiztosságot nem vállalt ugyan, de az általa betöltött számos tisztség, testületi tagság alapján a Tanácsköztársaság vezető személyiségei közé sorolható. Ellátta a reggeli hivatalos lap, a Népszava felelős szerkesztői teendőit, és az újságíró-szakszervezet elnöke lett. Úgy vélekedett, hogy a munkásság vezetői az adott kritikus hangulatban nem vonulhatnak passzivitásba. 1919. május 2-án a Tanácsköztársaság válságos pillanatában csatlakozott a mozgósítás ügyéhez. A Népszava hasábjain ugyanakkor keményen bírálta a diktatúra túlkapásait: „A burzsoáziát, mint osztályt, le kell verni kíméletlenül, de a leghatározottabban elítélem azokat, akik egyesek ellen követnek el erőszakot. A forradalomnak és a forradalmi érzésnek használnak, ha barbárság nélkül emberségesen járnak el.”
A válságos júliusi hetekben a Forradalmi Kormányzótanács megbízásából tárgyalt az antant megbízottaival. A Népszava irányítójaként a forradalom bukása után menekülnie kellett: „Szerkesztő úr, Jakab,/ Kitörjük a nyakad...” - énekelték róla Horthy fehérterrorista különítményesei.
A Tanácsköztársaság bukása után Bécsben telepedett le, ahol néhány hónapos USA-beli, majd csehszlovákiai tartózkodásától eltekintve közel öt esztendőt töltött el. Egyetlen politikai csoporthoz sem csatlakozott, polgári életvitelre rendezkedett be, s nyilvánosan nem emelt szót a szociáldemokráciát ért kormányzati atrocitások ellen sem.
1924-ben, az amnesztiarendelet kibocsátását követően, az elsők között térhetett vissza Magyarországra. Hazaérkezése után bekapcsolódott a Népszava szerkesztőségi munkájába. A diktatúra alatti tevékenységéért bűnvádi eljárás indult ellene, de 1929-ben kormányzói kegyelemben részesült. Az 1931. évi országgyűlési választások eredményeként parlamenti képviselő lett, s mandátumát az 1935-ös választásokon is sikerült megtartania. Még 1931-ben hivatalosan is átvette a Népszava felelős szerkesztői posztját, kisebb megszakításokkal élete végéig a lap élén maradt, széles körű publicisztikai tevékenységet fejtett ki. Lefordította Karl Marx és Karl Kautsky egy-egy munkáját.
Rengeteg újságcikke, füzete mellett emlékiratait is közreadta, ám a pártpolitika formálásának második vonalába került.
Hasnyálmirigyrákban hunyt el 1936. április 18-án.

## Művei
- Mit mond János gazda a szociáldemokratákról. Írták német eredeti után Baron Ede, Weltner Jakab; Népszava, Bp., 1899 (Munkás-könyvtár)
- Tíz év a szervezkedésről (Bp., 1901)
- A kisgyermekek megrontói és a törvény előtti egyenlőség Weltner Jakab beszéde, az 1902. július hó 27-én tartott népgyűlésen; Népszava, Bp., 1902
- A katonai javaslatok, az ellenzék, a klerikalizmus. Két beszéd. Tartották: Weltner és Bokányi 1903. március 22-én Budapesten, a Szabadságtéren; Népszava, Bp., 1903
- Garbai Sándor–Weltner Jakab: A nemzeti uralom vívmányai. Népbutítás. A sajtószabadság letiprása. A fogyasztási adók felemelése; Világosság Ny., Bp., 1906
- A földalatti Magyarország Weltner Jakab beszéde 1909. január 21-én; Népszava, Bp., 1909
- A Tisza-kormány szociálpolitikája. Bihari szociálpolitika. Weltner Jakab beszéde a Szociáldemokrata Párt 1913. évi október hó 19, 20. és 21. napjain megtartott XX. pártgyűlésen; Népszava, Bp., 1913
- Famunkások zsebnaptára az 1913. évre (szerk., Bp., 1913)
- A gazdasági harc. Be a szakszervezetbe; Népszava, Bp., 1914
- A Németbirodalom; Népszava, Bp., 1915 (A háborús nagyhatalmak)
- Hazugságok és jelszavak; Népszava-Könyvkereskedés, Bp., 1917 (Szocialista agitációs iratok)
- A Szociáldemokrata Párt és a béke; Népszava, Bp., 1918 (Munkáskönyvtár)
- "Milljók egy miatt". Emlékek; szerzői, Bp., 1927
- Forradalom, bolsevizmus, emigráció; szerzői, Bp., 1929
- Weltner Jakab–Buchinger Manó: Kapitalizmus, fasizmus, szocializmus; Esztergályos János, Bp., 1933 (Szociáldemokrata füzetek)